# サシャ・クレメンツ
サシャ・クレメンツ（Sasha Clements、1990年3月14日 - ) は、カナダ人の女優、モデル。

## 主な出演作品
- ロスト・ガール
- カンペキ・ボーイ